# Kārlis Zāle

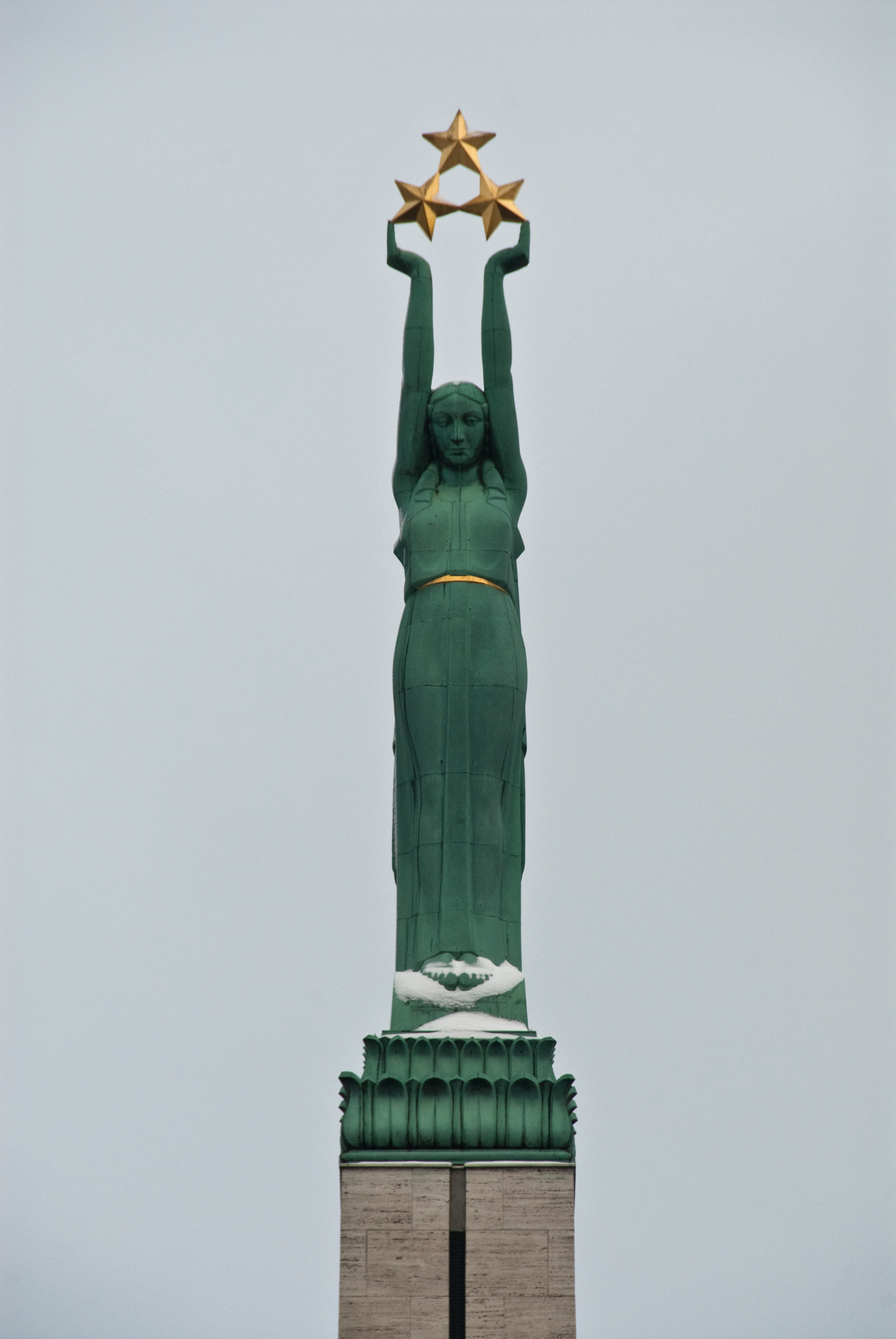
Pomník svobody (Brīvības piemineklis) v Rize

Kārlis Zāle (28. října 1888 Mažeikiai – 19. února 1942 Inčukalns) byl lotyšský sochař.
Jeho nejslavnějším dílem je Pomník svobody (Brīvības piemineklis), který se nachází v centru lotyšského hlavního města Rigy na ulici Brīvības bulvāris. Pomník vznikl roku 1935 a byl postaven na památku padlým v bojích o nezávislost. Pro Lotyše je symbolem lotyšské státnosti, kolem sochy se tradičně odehrávají slavnostní shromáždění a demonstrace. Reliéfy na spodní části památníku připomínají významné okamžiky v dějinách Lotyšska, kdežto sloup památníku je zakončen postavou ženy, která symbolizuje ideu suverenity Lotyšska. Zāle je rovněž autorem bysty G. Garibaldiho, jakožto součásti Leninova plánu pomníkové monumentální propagandy[zdroj⁠?!] v Petrohradě, která byla odhalena roku 1919.
Zāle vyrůstal ve městě Liepāja. Sochařství vystudoval na umělecké škole v Kazani. Později žil v Moskvě, kde pracoval v dílně Stepana Dmitrijeviče Erzjy a v Petrohradě, kde studoval na Akademii umění. V roce 1921 odešel do Berlína, centra expresionismu, k němuž někdy bývá také řazen. V roce 1923 se vrátil do Lotyšska. Získal velkou zakázku na památník vojákům padlým v první světové válce na Rižském bratrském hřbitově. Později se zúčastnil několika soutěží na Památník svobody. V několikrát opakované a široce diskutované soutěži nakonec vyhrál a pomník byl odhalen v roce 1935. Od roku 1936 Zāle vedl katedru sochařství na lotyšské Akademii umění.